# Arctesthes siris
Arctesthes siris är en fjärilsart som beskrevs av Hudson 1928. Arctesthes siris ingår i släktet Arctesthes och familjen mätare. Inga underarter finns listade i Catalogue of Life.